# Agelasta nigrostictica
Agelasta nigrostictica es una especie de escarabajo longicornio del género Agelasta, categorizada en la tribu Mesosini, de la subfamilia Lamiinae. Fue descrita por Breuning en 1967.

## Descripción
Mide 15 mm de longitud.

## Distribución
Se distribuye por Asia: Indonesia (Java).